# Judit Vargová (politička)
Judit Vargová (maďarsky Varga Judit; * 10. září 1980 Miskolc) je maďarská právnička, pravicová politička a státní úřednice. V letech 2019 až 2023 zastávala post ministryně spravedlnosti ve čtvrté a páté vládě Viktora Orbána.

## Biografie
Roku 2004 získala právnický diplom na Miskolci Egyetem ve městě Miskolc. Poté pracovala jako právnička pro právnické kanceláře Freshfields Bruckhaus Deringer a Hogan & Hartson. Od května 2018 působila jako státní sekretářka pro Evropskou unii na Úřadu předsedy vlády (Miniszterelnökség). Poté, co byl tehdejší ministr László Trócsányi zvolen ve volbách 2019 poslancem Evropského parlamentu, se stala jeho nástupkyní v čele maďarského Ministerstva spravedlnosti. V roce 2023 pak na funkci sama rezignovala kvůli přípravám na kandidaturu do Evropského parlamentu v roce 2024.
Dne 10. února 2024 oznámila, že odstoupí z veřejného života, vzdá se křesla v parlamentu a vedoucího místa na kandidátce strany Fidesz ve volbách do Evropského parlamentu 2024. Důvodem bylo, že ještě jako ministryně spravedlnosti podepsala s prezidentkou Katalin Novákovou amnestii pro právoplatně odsouzeného spolupachatele pedofilních zločinů. Proti této amnestii se v Maďarsku zvedla obří vlna nevole, konaly se celorepublikové demonstrace a protivládní protesty. Tentýž den abdikovala samotná prezidentka.

## Soukromý život
Hovoří anglicky, francouzsky, maďarsky, německy a španělsky. Byla vdaná za diplomata Pétera Magyara, se kterým má tři syny (Levente, Lóránt, Miklós). Manželství bylo v roce 2023 rozvedeno.